# As-Sakkākī
Siradsch ad-Din Abu Yaqub Yusuf ibn Abi Bakr ibn Muhammad al-Chwarazmi as-Sakkaki, arabisch سراج الدين ابو يوسف بن ابى بكر بن محمد الخوارزمى السكاكى, DMG Sirāǧ ad-Dīn Abū Yaʿqūb Yūsuf b. Abī Bakr b. Muḥammad al-Ḫvārazmī as-Sakkākī, (* 11. Mai 1160 in Choresm; † Mitte Juni 1229 in Qaryat al-Kindī, Fergana) war ein einflussreicher arabischsprachiger Grammatiker und Rhetoriker.

## Leben
Obwohl as-Sakkākī schon zu Lebzeiten berühmt war, ist über seinen Lebenslauf wenig bekannt – ein Umstand, der wohl auf die mongolischen Eroberungszüge dieser Epoche zurückzuführen ist. Viele der überlieferten Geschichten liegen deshalb eher im Bereich der Legenden: So soll er ursprünglich ein versierter Schmied gewesen sein (daher sein Laqab), der sich erst im relativ fortgeschrittenen Alter von 30 Jahren der Gelehrsamkeit zuwandte. Außerdem sei er ein Meister der Magie und der okkulten Künste gewesen. As-Sakkākī scheint den Untergang der Choresm-Schahs und die Machtübernahme der Mongolen gut überstanden zu haben, befand er sich doch im Gefolge Tschagatai Khans in Almāligh, wo er dann aber, auf Grund von Verleumdungen durch Tschagatais Wesir, eingekerkert wurde und nach dreijähriger Haft verstarb.

## Werk
As-Sakkākīs Ruhm und historische Bedeutung gründet sich auf sein Werk Schlüssel der Wissenschaften (Miftāḥ al-ʿulūm), das alle Aspekte der arabischen Linguistik mit Ausnahme der Lexikographie behandelt. Im dritten Teil, jenem über Stilistik und Metaphorik, findet sich erstmals die bis heute übliche Einteilung der arabischen Rhetorik (ʿilm al-balāġa) in drei Gebiete, die jeweils bestimmte Arten von Stilmitteln umfassen.